# Bernard Williams
Bernard Arthur Owen Williams (21 de septiembre de 1929 en Westcliff-on-Sea, Essex — 10 de junio de 2003 en Roma) fue un filósofo de la moral considerado por The Times «el filósofo de la moral más importante y brillante de su tiempo». Escribió 11 libros de filosofía, entre los que se encuentran Problems of the Self (1973), Moral Luck (1981), Ethics and the Limits of Philosophy (1985), y Truth And Truthfulness: An Essay In Genealogy (2002).
Desde la Cátedra Knightbridge de filosofía en la Universidad de Cambridge y la Cátedra Deutsch de la Universidad de California, Berkeley, Williams ganó renombre por su intento de reorientar el estudio de la ética a la historia, la cultura, política y psicología, y, en particular, a la Antigua Grecia. Fue descrito como un «filósofo analítico con el alma de un humanista», él mismo se consideraba un sintetizador, pues aunaba ideas de campos que parecían incomunicables. Rechazó el reduccionismo evolutivo, y llamó a sus proponentes reduccionistas «moralmente inimaginativos», «las personas que realmente me disgustan». Para Williams, la complejidad es irreducible, bella y está llena de significado.
Apoyó a las mujeres en el ambiente académico, pues veía en la mujer la posibilidad de una síntesis de la emoción y la razón que según su parecer no estaba presente en la filosofía analítica. La filósofa estadounidense Martha Nussbaum dijo que «estaba tan cercano a ser un feminista como un hombre poderoso de su generación podía estarlo». Era un conversador agudo. Según Gilbert Ryle, «entendía lo que vas a decir mejor de lo que lo entendías tú, y veía todas las posibles objeciones y todas las respuestas posibles a todas las objeciones posibles, antes de que acabases la frase».

## Biografía

### Primeros años y educación
Williams nació en Westcliff-on-Sea, Essex; fue el único hijo de un funcionario. Asistió a la escuela de Chigwell, y llegó a los clásicos en el Balliol College, Oxford, en el que se graduó en 1951 con first-class honours (la más alta distinción del mundo académico británico), antes de pasar su año de servicio militar en la Royal Air Force pilotando Spitfires en Canadá.
En Nueva York conoció a la que iba a ser su futura esposa, Shirley Brittain-Catlin —hija del filósofo y experto en ciencias políticas George Catlin y la novelista Vera Brittain— que estaba estudiando en la Universidad de Columbia. A los 22 años, tras obtener una plaza en el All Souls College, Oxford, Williams volvió a Inglaterra con Shirley; se casaron en 1955.

### Carrera

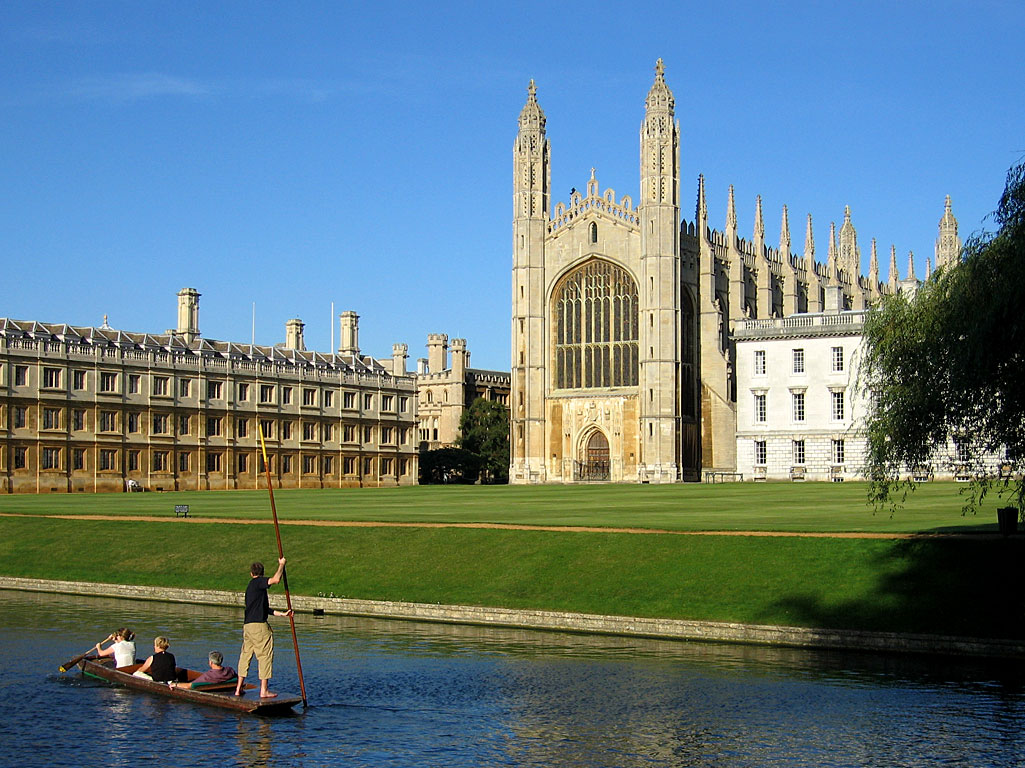
Williams pasó casi 20 años en Cambridge, ocho de ellos como rector del King's College.

Williams dejó Oxford a causa de las ambiciones políticas de su esposa, y obtuvo una plaza en el University College de Londres, donde trabajó de 1959 a 1964, tras lo que fue seleccionado como profesor de filosofía en el Benford College. Durante este tiempo su mujer trabajaba como periodista para el Financial Times. La pareja vivió durante 17 años en una gran casa de Kensington con el agente literario Hilary Rubinstein y su esposa. Durante esta época, descrita como Williams como una de las más felices de su vida, el matrimonio tuvo una hija, Rebecca, pero el desarrollo de la carrera política de su esposa distanció a la pareja y las marcadas diferencias en sus valores personales —Williams era ateo, mientras que su esposa era una devota católica— aportaron tensión a su relación, que se rompió cuando Williams tuvo una aventura con Patricia Law Skinner, esposa del historiador Quentin Skinner. El matrimonio se separó en 1974, y Williams y Skinner se casaron poco después, matrimonio que les dio dos hijos. Shirley Williams dijo de su matrimonio:

Había una especie de tensión que provenía de dos cosas. Una es que cada uno estaba demasiado dedicado a lo que estaba haciendo —no pasábamos todo ese tiempo juntos; la otra, siendo completamente honesta, es que yo juzgo poco a la gente y encuentro la capacidad de Bernard de poner en su sitio de forma arisca a la gente que consideraba estúpida inaceptable. Patricia ha sido más lista que yo en este respecto. Simplemente lo aguanta. [Williams] Puede ser muy desagradable. Puede destrozar a alguien. Aquellos que deja atrás son personalidades muertas. No juzgues y no serás juzgado. Yo estaba influida por el pensamiento cristiano, y él decía «eso es aterradoramente pomposo y no es lo importante». Así que teníamos una discordia que iba y venía sobre el catolicismo.

Williams fue nombrado Profesor Knightbridge de Filosofía en Cambridge en 1967, dejando el rectorado del King's College de 1979 a 1987. Dejó Inglaterra en 1988 para ser Profesor Deutsch de Filosofía en la Universidad de California, Berkeley, siguiendo la corriente (llamada «brain drain» o drenaje de cerebros) de académicos de Inglaterra que se trasladaban a Estados Unidos en busca de la relativa prosperidad de la vida académica estadounidense. En noviembre de 2002 le dijo a The Guardian que se arrepentía de que su marcha hubiese sido tan notoria: «Se me convenció de que había un problema real con las condiciones académicas y que si se publicitaba mi marcha, eso atraería la atención pública sobre estos asuntos. Lo hizo en parte, pero me hizo parecer un gruñón, y cuando retorné tres años después pareció bastante absurdo. Volví por asuntos personales —es más difícil vivir lejos con una familia de lo que suponía". Williams condeció que podría ser duro. «Me gusta pensar que esto ocurre cuando me enfrento a la autosatisfacción. En filosofía, la cosa que más me irrita es la suficiencia, en particular la suficiencia cientifista».
Más adelante ocuparía los cargos de Profesor Sather de Berkeley (1988–1989), Profesor Monroe Deutsch de Filosofía en Berkeley (1988–1990), y profesor White de Filosofía moral en Oxford (1990–1996), y fue nombrado Fellow del All Souls College de nuevo en 1997.

### Comisiones reales
Además de la vida académica, Williams presidió y fue miembro de varias comisiones reales y comités gubernamentales. En la década de 1970 presidió el Committee on Obscenity and Film Censorship (Comité sobre la obscenidad y la censura de películas de cine), que consideró en 1979 que «Dada la cantidad de material explícitamente sexual en circulación y las alegaciones que a menudo se realizan sobre sus efectos, es asombroso que se pueda encontrar caso tras caso de crímenes sexuales y asesinatos sin ningún vestigio en absoluto de que la pornografía estuviese presente en el trasfondo». El informe del comité estaba influido evidentemente por el pensamiento liberal de John Stuart Mill, filósofo admirado abiertamente por Williams, quien empleó el principio de la libertad de Mill para desarrollar lo que llamó la «harm condition» o «condición de perjuicio», por la que «una conducta no se debe suprimir por ley a menos que se pueda demostrar que daña a alguien».
Williams concluyó que la pornografía no podía demostrarse perjudicial y que «el papel de la pornografía como influencia sobre la sociedad no es muy importante ... pensar otra cosa es sacar la pornografía fuera de proporción, con la cantidad de otros problemas a los que se enfrenta nuestra sociedad actualmente». El comité concluyó que mientras los niños estuviesen protegidos y fuera su alcance, los adultos deberían ser libres para leer y visualizar pornografía si les apetece. Aparte de la pornografía, también fue miembro de comisiones que trataban el papel del juego, el abuso de drogas y las escuelas privadas. «Hice todos los vicios mayores», dijo.

### Opera
Williams se interesó por primera vez en la ópera a la edad de 15 años y fue miembro del comité director de la English National Opera durante 20 años. Escribió la entrada «opera» en el Grove Dictionary of Music and Musicians. Su viuda, Patricia, publicó en 2006 una colección de sus ensayos sobre la materia, On Opera.

### Distinciones y muerte
Williams fue nombrado caballero en 1999. Fue miembro de la Academia Británica y miembro honorífico de la  the British Academy y miembro honorario de la Academia Estadounidense de las Artes y las Ciencias. Fue galardonado con el título honorífico de  Doctor of Letters (Litt.D.) por la Universidad de Cambridge en 2002.
Falleció el 10 de junio de 2003 durante unas vacaciones en Roma. Padecía mieloma múltiple, una forma de cáncer. Le sobrevivieron su esposa Patricia, sus dos hijos y la hija de su primer matrimonio.

## Obra

### Aproximación a la filosofía moral

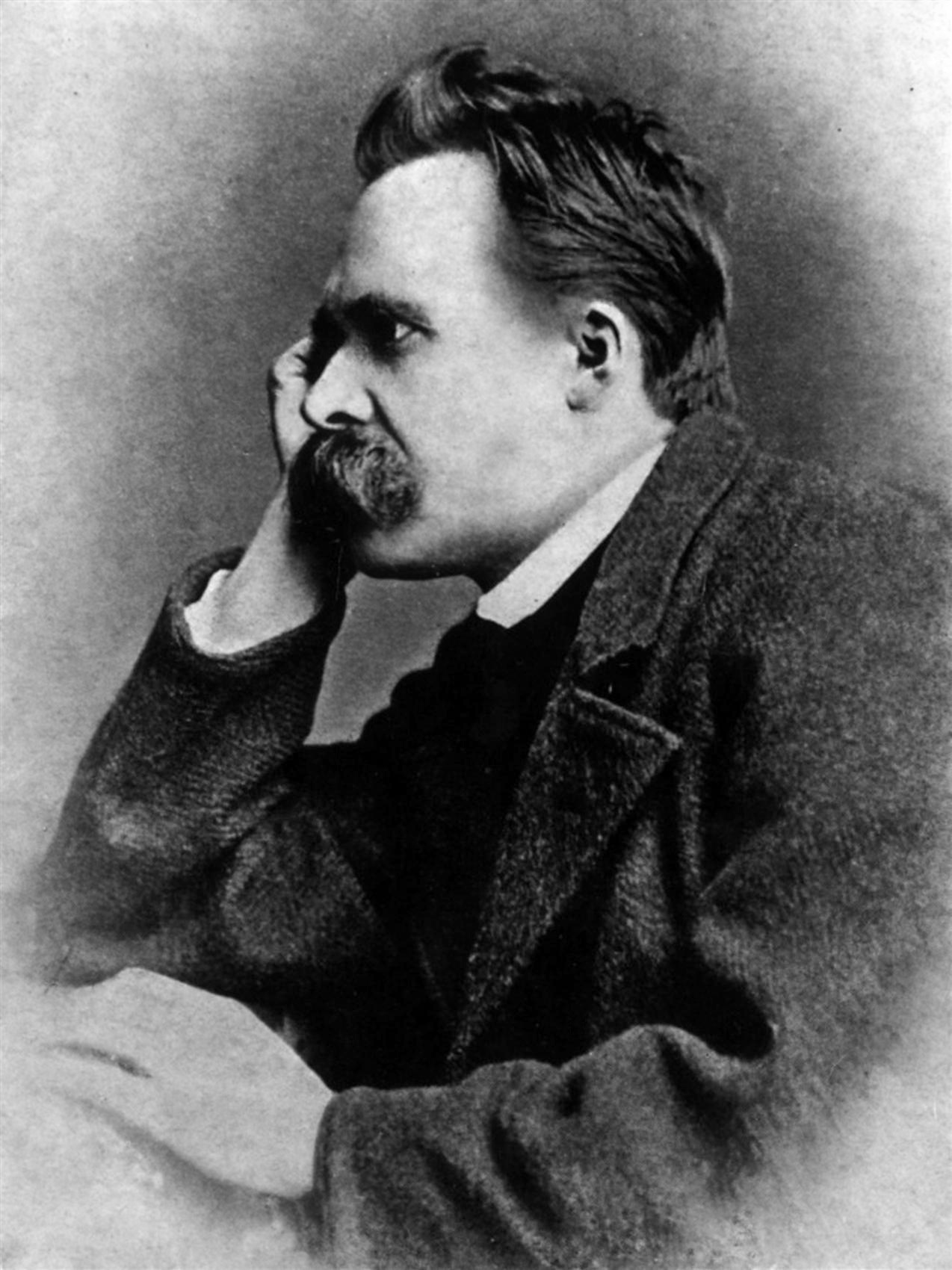
Friedrich Nietzsche, 1844–1900. Williams dijo que desearía poder citarle cada veinte minutos.

En Morality: An Introduction to Ethics (1972), escribió que «mientras que la mayor parte de la filosofía moral a lo largo de los tiempos ha sido vacía y aburrida... la filosofía moral contemporánea ha encontrado una forma original de ser aburrida, que es no discutir los asuntos en absoluto». La historia de la moral, decía, debe ser vital y absorbente. Quería encontrar una filosofía moral que fuese responsable de la psicología, la historia, la política y la cultura. En su rechazo de la moral como lo que llamó «una institución peculiar», término con el que se refería a un dominio discreto y separable del pensamiento humano algunos han visto un parecido con el filósofo alemán del siglo XIX Friedrich Nietzsche, aunque Nietzsche era en cierto sentido lo opuesto, pues se quejaba al final de Ecce Homo de que «en el concepto del hombre bueno, se hacía causa común con todo lo débil, enfermo y que sufre desde adentro». A pesar de que a primera vista consideró al filósofo alemán un reduccionista crudo, Williams llegó a admirarle, y remarcó en una ocasión que desearía poder citarle cada veinte minutos.
Aunque el desdén de Williams por el reduccionismo puede hacerle parecer un relativista moral, dijo en Ethics and the Limits of Philosophy que algunos conceptos morales —como valiente o cruel— conciernen a características reales del mundo, cuentan como «conocimiento», y las disputas que versen sobre ellos se pueden resolver objetivamente.

### Crítica del utilitarismo
Williams era particularmente crítico con el utilitarismo, una teoría conscuencialista, cuya versión más simple declara que las acciones son buenas solo si favorecen la felicidad del mayor número. Uno de sus argumentos más conocidos contra el utilitarismo se centra en Jim, un botánico que investiga en un país de América del Sur gobernado por un dictador brutal. Un día, Jim se encuentra en la plaza central de un pequeño pueblo frente a 20 indios que han sido capturados al azar para mostrar lo que les pasará a los rebeldes. El capitán que ha arrestado a los indos dice que si Jim mata a uno, los otros serán liberados para honrar a Jim como huésped. Si no lo hace, todos los indios serán asesinados. Para la mayoría de teorías consecuencialistas no hay un dilema moral en un caso así: lo único que importa es el resultado. El utilitarismo diría que Jim debería matar a uno de los indios, y según Willians habría que elegir que mataran a todos los indios. Según Williams, hay una distinción moral crucial entre matar a alguien directamente y matarla por una omisión. El utilitarista no tiene en cuenta esta distinción, lo que para Williams convierte a las personas en barcos no tripulados, pues solo tienen en cuenta las consecuencias en lugar de preservar su estatus de actores morales que toman decisiones. Las decisiones morales deben preservar nuestra identidad psicológica e integridad, según dijo.
Según Willians, no juzgamos a las acciones por sus consecuencias, sino por la intención. Según cree Willians, un utilitarista estaría de acuerdo en disparar a la gente que aparcase ilegalmente, pues estima que eso tendría como consecuencia que se resolvieran los problemas de aparcamiento en Londres. Según las estimaciones de Willians, con solo matar a unos pocos el problema de los aparcamientos ilegales desaparecería, así que el cálculo utilitarista justificaría las muertes por la felicidad que traería la desaparición del problema. Cualquier teoría que llegue a esta consecuencia, según Williams, debe rechazarse sin más, sin importar cuan plausible parezca decir que hay que juzgar las acciones por sus consecuencias. En un esfuerzo por salvar a los utilitaristas, una versión del utilitarismo que no busca la acción, sino la regla que tiende a llevar a la felicidad del mayor número posible, preguntaría qué regla se puede extrapolar del ejemplo del aparcamiento. Si la regla fuese «Se puede disparar a cualquiera por realizar un aparcamiento ilegal» el utilitarista diría que su implantación traería infelicidad. Según Williams, esto demuestra su argumento, pues no necesitamos calcular por qué amenazar con disparar a la gente por infracciones de tráfico es incorrecto, y cualquier sistema que muestre cómo calcularlo debe ser rechazado. De hecho, debemos rechazar cualquier sistema que reduzca la toma de decisiones morales a unos pocos algoritmos, porque cualquier sistematización o reduccionismo distorsionaría inevitablemente su complejidad.

### Crítica al kantismo

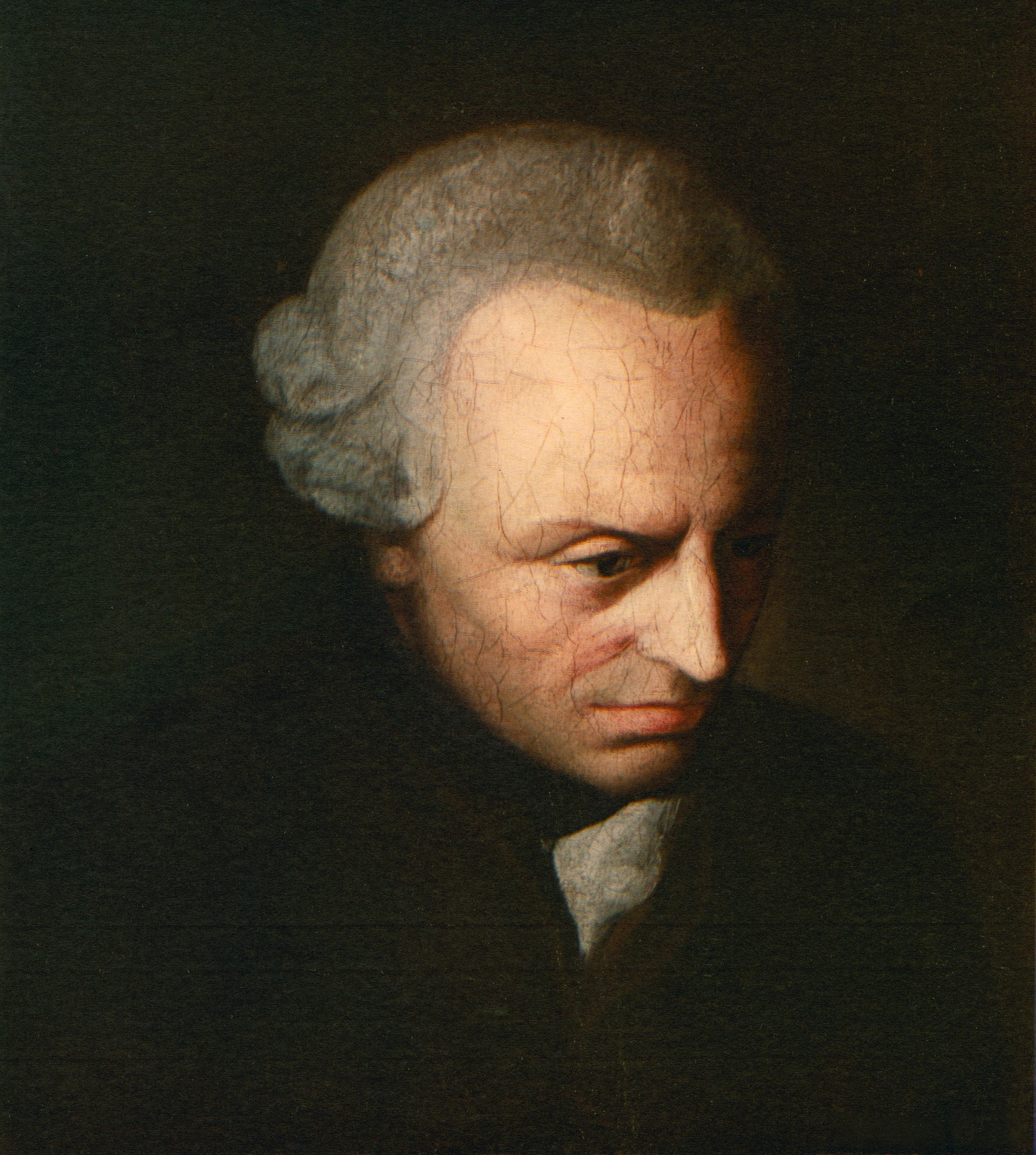
Immanuel Kant, 1724–1804. Williams rechazó la filosofía de la moral de Kant, aduciendo que los principios morales no deberían requerir que uno actuase como si fuese otro.

Una de las alternativas principales al utilitarismo es la filosofía moral del filósofo alemán del siglo XVIII Immanuel Kant. La obra de Williams durante las décadas de 1970 y 1980 cimientan la base de sus ataques a los dos pilares del utilitarismo y kantianismo. Martha Nussbaum escribió que su obra «denunciaba la forma trivial y evasiva en la que la filosofía moral se practicaba en Inglaterra bajo el influjo de estas dos teorías».
Crítica de la razón pura y Fundamentación de la metafísica de las costumbres exponen un sistema moral basado en lo que Kant llamó imperativo moral, cuya versión más conocida es «actúa como si la máxima de tu acción fuese convertirse, por un acto de voluntad, en una ley universal de la naturaleza». Williams discute el imperativo categórico en su artículo Persons, character and morality. La moral no debería requerir que actuásemos de forma desinteresada, como si no estuviéramos en las circunstancias en las que nos encontramos. No deberíamos tener que tomar una visión imparcial del mundo, dijo. Nuestros valores, obligaciones y deseos marcan la diferencia en cómo vemos el mundo y cómo actuamos, y por tanto debemos conservarlos en el juicio o perderemos nuestra individualidad, y por tanto nuestra humanidad.

### Razones para actuar
Los ataques a los sistemas morales legalistas basados en las nociones de "deber" y "obligación", iniciados por  G. E. M. Anscombe a mediados del siglo XX, influyeron profundamente en las reflexiones filosóficas de Bernard Williams acerca de la naturaleza de las razones morales. En su célebre artículo "Razones internas y externas" de 1979, Williams sostuvo la tesis de que los enunciados del tipo "A tiene una razón para φ" son verdaderos solo si A tiene un deseo en su "conjunto subjetivo de motivaciones" que sea satisfecho al perseguir φ. Esta es la tesis principal de la doctrina de las razones internas. La negación de esta tesis es lo que persigue una teoría de las razones externas.
Williams argumenta contra una concepción de la razón práctica según la cual los enunciados sobre razones son verdaderos incluso cuando el agente no tiene deseos que lo motiven a φ. Esta idea está implícita en el racionalismo moral, esto es, la tesis de que las demandas morales son demandas de la razón. Williams piensa que solamente los deseos (entendidos como estados no cognitivos) contribuyen a explicar que el juicio práctico del agente se traduzca en una acción real. Si es verdad que A tiene una razón para φ, entonces debe ser posible que A sea motivado por esa razón para hacer φ. Según Williams, hay que insistir en esta condición motivacional para darle sentido a la idea de que la razón tiene efectivamente un uso práctico. El error que cometen los defensores de las razones externas es que, al prescindir de los deseos, no pueden dar cuenta de la capacidad motivacional de la razón práctica.
La tesis de Williams es modificada ligeramente en ensayos posteriores, aunque sobrevive su espíritu humeano (David Hume sostuvo célebremente que la razón solo es, y no debe ser más que, esclava de las pasiones). Las importantes críticas que recibió el argumento original de 1979, por parte de los filósofos John McDowell, Christine Korsgaard y Thomas Scanlon, lo empujaron a refinar su formulación: "A tiene una razón para actuar sólo si hay una ruta deliberativa sólida que conduzca desde su 'conjunto subjetivo de motivaciones' hasta la conducta en cuestión".

### Verdad
En su último libro completo, Truth And Truthfulness: An Essay In Genealogy (2002), Williams identifica en la sinceridad y la precisión los dos valores básicos de la verdad, y trata de acortar la distancia entre la demanda de verdad y la incerteza de que tal cosas exista. La deuda con Nietzsche es clara, y se manifiesta de forma más obvia en la adopción de un método genealógico como herramienta para la explicación y la crítica. Aunque parte de su intención era atacar a los que consideraba que negaban el valor de la verdad, el libro advierte que entenderlo simplemente en este sentido significaría perderse parte de su propósito. The Guardian escribió en su obituario a Williams que el libro es un examen de aquellos que «se burlan de cualquier supuesta verdad por ser ridículamente ingenua, pues está inevitablemente distorsionada por el poder, el sesgo de clase y la ideología».

### Obra póstuma
Desde la muerte de Williams se han publicado varias colecciones de sus ensayos póstumamente, artículos y transcripciones de sus clases. In the Beginning Was the Deed: Realism and Moralism in Political Argument (2005), sobre filosofía política; The Sense of the Past: Essays in the History of Philosophy (2006), ensayos sobre las fronteras entre filosofía e historia; Philosophy as a Humanistic Discipline (2006), sobre la metafísica, epistemología y ética, y On Opera (2006).

### Legado
Williams no propuso ninguna teoría filosófica sistemática. De hecho desconfiaba de tales intentos. Alan Thomas escribe que la contribución de Willliams a la ética fue el escepticismo hacia los intentos de crear unos fundamentos de filosofía moral, que articuló explícitamente en Ethics and the Limits of Philosophy (1985) y Shame and Necessity (1993), donde declaró que las teorías morales no pueden reflejar la complejidad de la vida, en particular dado el pluralismo radical de las sociedades modernas. Jonathan Lear escribe que Williams quería entender al ser humano como parte del mundo natural, y que el punto de partida fundamental de la reflexión moral debe ser la perspectiva individual, las razones internas para la acción. Intentar trascender del punto de vista de uno solo lleva, según Williams, al autoengaño.
En la tradición humanista secular, que no apelan a la autoridad moral externa de un dios, sus ideas golpearon los cimientos de la moral convencional, en particular el que uno hace el bien a veces incluso aunque no quiera, y que puede ser culpado por no hacerlo. Sophie Grace Chappell escribe que sin razones internas para la acción se vuelve imposible argumentar que el mismo conjunto de razones morales se aplique a todos los agentes de igual forma, porque las razones de un agente se pueden relativizar de sus vidas particulares, sus razones internas. En casos en los que alguien no tiene razones internas para hacer lo que otros consideran algo bueno, no se le puede culpar por no hacerlo, porque las razones internas son las únicas, y el culpar, escribió Williams, «incluye tratar a la persona culpada como alguien que tenía una razón para hacer lo correcto pero no lo hizo».
Chappell escribe que aprender a ser uno mismo, a ser auténtico y actuar con integridad, en lugar de hacerlo de acuerdo a un sistema moral externo, es el motivo fundamental de la obra de Williams. «Si hay un tema en toda mi obra es la autenticidad y la expresión personal», dijo Williams en 2002. «Es la idea de que algunas cosas son en ciertos sentidos realmente tú, o expresan lo que tú y otros no son... Todo esto trata de explicar en detalle la noción de necesidad interna». Apartó la filosofía moral de la cuestión kantiana «¿Cuál es mi deber?» y la situó de vuelta a la cuestión que preocupaba a los griegos: «¿Cómo debería vivir?».

## Publicaciones
Libros
- Morality: An Introduction to Ethics. Cambridge University Press, 1972. (tr. esp. Introducción a la ética. Cátedra, 1998).
- Problems of the Self. Cambridge University Press, 1973. (tr. esp. Problemas del Yo. UNAM, 1986).
- (with J. J. C. Smart) Utilitarianism: For and Against. Cambridge University Press, 1973.
- Descartes: The Project of Pure Inquiry. Harvester Press, 1978.
Published simultaneously by Pelican ISBN 0-14-022006-2
- Moral Luck. Cambridge University Press, 1981.
- Ethics and the Limits of Philosophy. Harvard University Press, 1985.
- Shame and Necessity. University of California Press, 1993.
- Making Sense of Humanity. Cambridge University Press, 1995.
- The Great Philosophers: Plato. London: Routledge, 1998.
- Truth and Truthfulness: An Essay in Genealogy. Princeton University Press, 2002.
- In the Beginning Was the Deed: Realism and Moralism in Political Argument, ed. Geoffrey Hawthorn, Princeton University Press, 2005.
- Philosophy As A Humanistic Discipline, ed. A. W. Moore, Princeton University Press, 2006.
- The Sense Of The Past: Essays In The Philosophy Of History, ed. Myles Burnyeat, Princeton University Press, 2006.
- On Opera, Yale University Press, 2006.

Artículos
- "Pagan Justice and Christian Love", Apeiron 26.3–4, 1993, pp. 195–207.
- "Cratylus's Theory of Names and Its Refutation", en Language, ed. Stephen Everson, Cambridge University Press, 1994.
- "The Actus Reus of Dr. Caligari", Pennsylvania Law Review 142, May 1994.
- "Descartes and the Historiography of Philosophy", en Reason, Will and Sensation: Studies in Descartes's Metaphysics, ed. John Cottingham, Oxford University Press, 1994.
- "Acting as the Virtuous Person Acts", in Aristotle and Moral Realism, ed. Robert Heinaman, Westview Press, 1995.
- "Ethics", in Philosophy: A Guide Through the Subject, ed. A. C. Grayling, Oxford University Press, 1995.
- "Identity and Identities", in Identity: Essays Based on Herbert Spencer Lectures Given in the University of Oxford, ed. Henry Harris, Oxford University Press, 1995.
- "Truth in Ethics", Ratio 8.3, 1995, pp. 227–42.
- "Contemporary Philosophy: A Second Look", en The Blackwell Companion to Philosophy. N. F. Bunnin (ed.), Blackwell, 1996.
- "History, Morality, and the Test of Reflection", en The Sources of Normativity. Onora O'Neill (ed.), Cambridge University Press, 1996.
- "Reasons, Values and the Theory of Persuasion", en Ethics, Rationality and Economic Behavior, ed. Francesco Farina, Frank Hahn y Stafano Vannucci, Oxford University Press, 1996.
- "The Politics of Trust", en The Geography of Identity, ed. Patricia Yeager, University of Michigan Press, 1996.
- "The Women of Trachis: Fictions, Pessimism, Ethics", en The Greeks and Us, R. B. Louden and P. Schollmeier (eds.), Chicago University Press, 1996.
- "Toleration: An Impossible Virtue?" en Toleration: An Exclusive Virtue, ed. David Heyd, Princeton University Press, 1996.
- "Truth, Politics and Self-Deception", Social Research 63.3 (Fall 1996).
- "Moral Responsibility and Political Freedom", Cambridge Law Journal 56, 1997.
- "Stoic Philosophy and the Emotions: Reply to Richard Sorabji", in Aristotle and After, R. Sorabji (ed.), Bulletin of the Institute of Classical Studies Supplement 68, 1997.
- "Tolerating the Intolerable", en The Politics of Toleration. ed. Susan Mendus, Edinburgh University Press, 1999.
- "Philosophy As a Humanistic Discipline", Philosophy 75, octubre de 2000, pp. 477–496.
- "Understanding Homer: Literature, History and Ideal Anthropology", en Being Humans: Anthropological Universality and Particularity in Transdisciplinary Perspectives. Neil Roughley, ed. de Gruyter, 2000.